# Legenda o smoku Gnatochrupie
Legenda o smoku Gnatochrupie (ang. Legend of the Boneknapper Dragon) – amerykański krótkometrażowy film animowany z 2010 roku wyreżyserowany przez Johna Puglisiego oraz zrealizowany przez studio DreamWorks Animation. Jest to kontynuacja fabuły filmu Jak wytresować smoka.
Premiera filmu odbyła się w Stanach Zjednoczonych 14 października 2010 na amerykańskim Cartoon Network, a następnie wydany na Blu-ray i DVD dzień później 15 października. W Polsce premiera filmu odbyła się 7 lutego 2016 w telewizji Polsat.

## Fabuła
Akcja filmu rozpoczyna się kiedy dom Pyskacza zostaje spalony, przez co w wiosce panuje straszliwy ruch. Stary wiking twierdzi, że to sprawka legendarnego Smoka Gnatochrupa z którym miał już kiedyś do czynienia. Wikingowie nie wierzą jednak w jego opowiadania, ponieważ oprócz niego nikt nigdy nie widział tego gada. Załamany Pyskacz pragnie udowodnić wszystkim mieszkańcom wioski, że smok naprawdę istnieje i postanawia upolować prześladującą go bestię. W trop za Pyskaczem podążają Czkawka i przyjaciele: Astrid, Sączysmark, Mieczyk oraz Szpadka, aby dopilnować jego bezpiecznego powrotu. Gdy rozbijają się na smoczej wyspie, wychodzi na jaw prawda o legendarnym smoku.

## Obsada
- Jay Baruchel – Czkawka
- Gerard Butler – Stoick Wielki
- Craig Ferguson – Pyskacz
- America Ferrera – Astrid
- Christopher Mintz-Plasse – Śledzik
- Jonah Hill – Sączysmark
- T.J. Miller – Mieczyk
- Kristen Wiig – Szpadka
- John DiMaggio – ojciec Pyskacza
- Kevin Michael Richardson – Thor

## Wersja polska
Wersja polska: Film Factory Studio na zlecenie Telewizji Polsat

Dialogi: Barbara Eyman

Reżyseria: Agnieszka Matysiak

Dźwięk: Zdzisław Zieliński

Kierownictwo produkcji: Róża Zielińska

Wystąpili:
- Tomasz Traczyński – Pyskacz
- Mateusz Narloch – Śledzik
- Grzegorz Drojewski – Czkawka
- Julia Kamińska – Astrid

W pozostałych rolach:
- Jacek Król –
  - Stoick Wielki,
  - Thor
- Julia Hertmanowska – Szpadka
- Sebastian Cybulski – Mieczyk
- Artur Pontek – Sączysmark
- Tomasz Borkowski – Wiking
- Wojciech Paszkowski – Ojciec Pyskacza
- Mirosław Zbrojewicz – Młotogłowy Jak
- Grzegorz Pawlak

Lektor: Grzegorz Pawlak